# Lamovita
Lamovita (en cirílico: Ламовита) es una localidad de la municipalidad de Prijedor, Republika Srpska, Bosnia y Herzegovina.
Incluye administrativamente a la aldea de Gornja Omarska.

## Población
| Composición de la Población - Localidad de Lamovita | Composición de la Población - Localidad de Lamovita | Composición de la Población - Localidad de Lamovita | Composición de la Población - Localidad de Lamovita | Composición de la Población - Localidad de Lamovita | Composición de la Población - Localidad de Lamovita |
| --------------------------------------------------- | --------------------------------------------------- | --------------------------------------------------- | --------------------------------------------------- | --------------------------------------------------- | --------------------------------------------------- |
|                                                     | 2013                                                | 1991                                                | 1981                                                | 1971                                                | 1961                                                |
| Total                                               | 1.578                                               | 1.849 (100%)                                        | 2.048 (100%)                                        | 1.916 (100%)                                        | 2.093 (100%)                                        |
| Varones                                             | 787 (49,9%)                                         | -                                                   | -                                                   | -                                                   | -                                                   |
| Mujeres                                             | 791 (51,1%)                                         | -                                                   | -                                                   | -                                                   | -                                                   |
| Serbios                                             | 1.559 (98,8%)                                       | 1 830 (99%)                                         | 1.939 (94,7%)                                       | 1.890 (98,6%)                                       | 2.083 (99,5%)                                       |
| Croatas                                             | 11 (0,7%)                                           | -                                                   | 3 (0,1%)                                            | 7 (0,4%)                                            | -                                                   |
| Bosniacos                                           | 1 (0,1%)                                            | 1 (0,1%)                                            | -                                                   | 1 (0,1%)                                            | 7 (0,3%)                                            |
| Eslovenos                                           | -                                                   | -                                                   | -                                                   | -                                                   | -                                                   |
| Musulmanes                                          | -                                                   | -                                                   | -                                                   | -                                                   | -                                                   |
| Ortodoxos                                           | 3 (0,2%)                                            | -                                                   | -                                                   | -                                                   | -                                                   |
| Montenegrinos                                       | -                                                   | -                                                   | -                                                   | -                                                   | -                                                   |
| Macedonios                                          | -                                                   | -                                                   | -                                                   | -                                                   | -                                                   |
| Yugoslavos                                          | -                                                   | 1 (0,1%)                                            | 101 (4,9%)                                          | -                                                   | 2 (0,1%)                                            |
| Albaneses                                           | -                                                   | -                                                   | -                                                   | -                                                   | -                                                   |
| Ukranianos                                          | -                                                   | -                                                   | -                                                   | -                                                   | -                                                   |
| Húngaros                                            | -                                                   | -                                                   | -                                                   | -                                                   | -                                                   |
| Otros                                               | 1 (0,1%)                                            | 17 (0,9%)                                           | 5 (0,2%)                                            | 18 (0,9%)                                           | 1 (0,1%)                                            |
| Sin declarar                                        | 2 (0,1%)                                            | -                                                   | -                                                   | -                                                   | -                                                   |
| Desconocidos                                        | 1 (0,1%)                                            | -                                                   | -                                                   | -                                                   | -                                                   |